# Мичуринский государственный аграрный университет
Мичу́ринский государственный аграрный университет — сельскохозяйственное высшее учебное заведение в городе Мичуринск. Основан в 1931 году.
В настоящее время в университете обучается около 5374 студентов на 22 специальностях и специализациях. На 30 кафедрах и 5 научных лабораториях работают и повышают свою квалификацию докторанты, аспиранты и соискатели научных степеней, 400 преподавателей, в том числе три академика РАСХН, 50 профессоров и докторов наук, 235 доцентов, кандидатов наук. За годы существования университета из его стен вышли около 40 тыс. специалистов АПК бывшего Советского Союза и Российской Федерации.

## История
В некотором роде история Мичуринского государственного аграрного университета берет свое начало от Козловского коммерческого училища, в котором в настоящее время размещается Плодоовощной институт им. И. В. Мичурина.
Первые предложения о необходимости организации в купеческом Козлове (который был широко известен за пределами Тамбовской губернии как крупный узловой торговый город) коммерческого училища были озвучены в 1897 г. на заседаниях Козловской городской Думы, в состав которой входили предприниматели самых разных отраслей, ощущавшие необходимость в подготовке специалистов в сфере торговли. В итоге в 1897 г. коммерческое училище было открыто на ул. Московской, где ныне располагается школа № 18. Однако для коммерческого училища здание оказалось маловато: первый этаж занимали магазины, кроме того в здании находились квартиры директора и преподавателей. Выражая мнение торгового класса, городская Дума решила выстроить новое городское здание коммерческого училища в центре торговли на Базарной площади, а в старое перевести казённую женскую гимназию. В 1904 г. строительство здания Козловского коммерческого училища было завершено и с 1905 года в нём начались занятия. Построенное здание занимало площадь в 1,3 гектара, общая площадь 4961 кв. метр, рабочая учебная площадь 1608 м². Это среднее специальное учебное заведение на правах реального училища готовило специалистов торгового дела. Здание коммерческого училища стало символом купеческого Козлова, ибо это лучшее в городе учебное заведение было открыто в интересах купечества.
В 1918 году коммерческое училище было закрыто. После в этом здании находилась общеобразовательная школа. В 1920 году в бывшем коммерческом училище был открыт коммунистический университет на 150 человек, закрытый в 1924 г. решением Народного комиссариата просвещения (Наркомпрос). В дальнейшем здание было занято Плодоовощным институтом. С началом Финской войны здание было передано Министерству обороны под военный госпиталь. В 1940 г. институт вернулся в своё здание. Но с началом Великой Отечественной войны уже 23 июля 1941 г. здание снова было передано под госпиталь. В 1944 г. была проведена сдача-приёмка освобожденного здания, в результате которой был составлен акт, подписанный начальником госпиталя 5957 Мартынович и представителем института В. В. Новиковым в присутствии представителя Наркомзема РСФСР Г. К. Кузнецова. Выдержка из акта: «Учебное помещение было освобождено, но все три перекрытия в этажах, где находились ванные госпиталя, обрушились; канализация и водопровод отсутствовали; остекление отсутствует на 75 %; крыша на одну треть отсутствует; штукатурка нуждается в восстановлении; электропроводка приведена в негодность; двери, рамы, оконные переплеты нарушены; в нижнем этаже на 70 % нет полового дощатого настила…».
Прошли годы. В наши дни старинное здание бывшего коммерческого училища вновь служит людям.
- В 1931 г. образован Садово-огородный институт;
- в 1934 г. вуз переименован в Плодоовощной институт им. И. В. Мичурина;
- в 1994 г. Плодоовощной институт им. И. В. Мичурина переименован в Мичуринскую государственную сельскохозяйственную академию;
- в 1999 г. вузу присвоен статус Мичуринского государственного аграрного университета.

3 августа 2011 года к университету были присоединены Мичуринский государственный педагогический институт, Мичуринский аграрный колледж и Мичуринский колледж пищевой промышленности.

## Наука

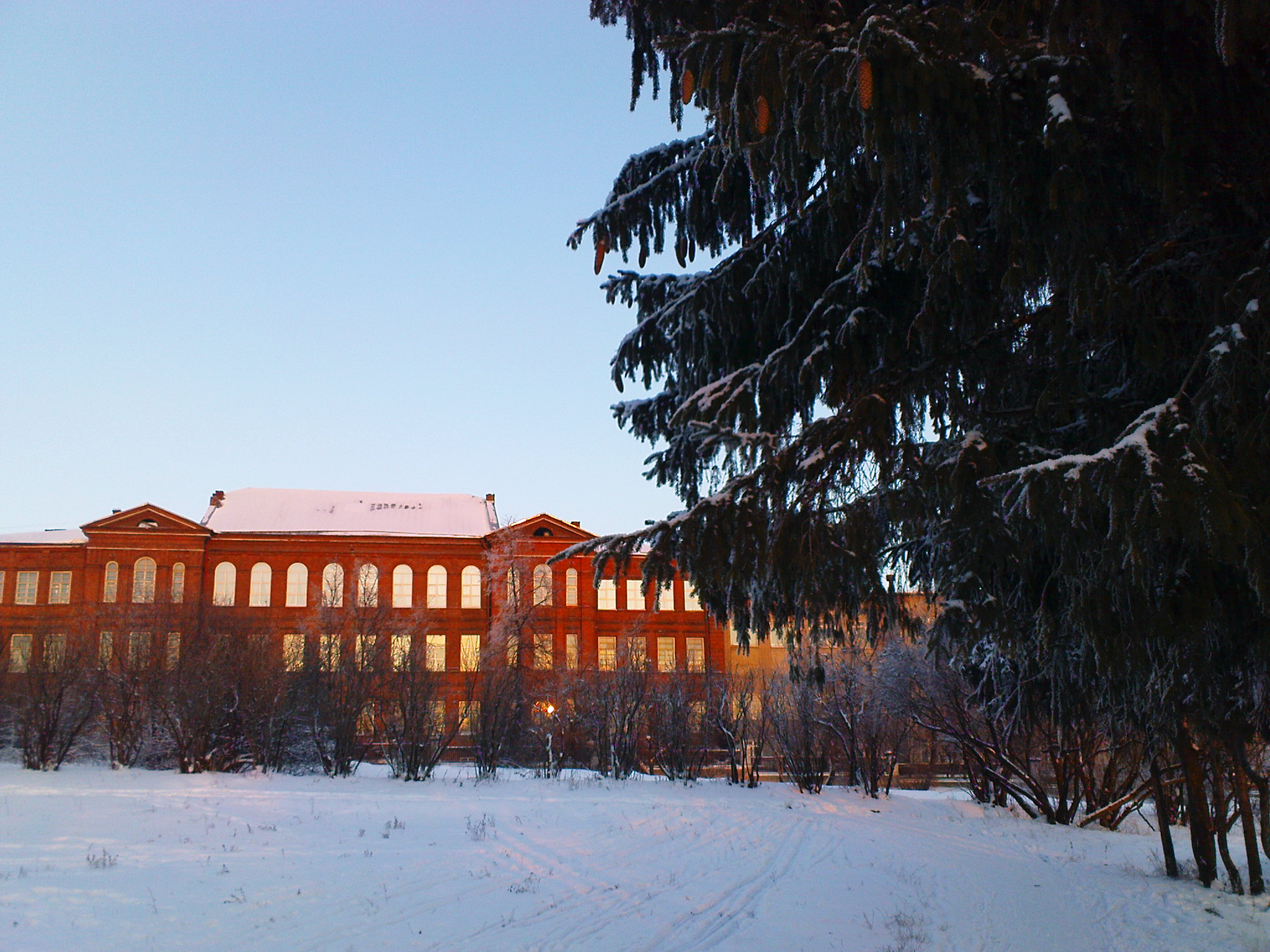
Вид на Мичуринский ГАУ со стороны коллекционного сада

Мичуринский государственный аграрный университет является важнейшим звеном в структуре наукограда, членом Международного научного общества по садоводству (ISHS) (c 2009 г.), ассоциированным членом международного консорциума университетов SEFOTECH.NUT (с 2010 г.).
Подготовка научно-педагогических кадров в университете ведётся через докторантуру и аспирантуру по очной и заочной формам обучения и систему соискательства. На октябрь 2010 года в университете в аспирантуре обучалось 125 человек, 13 — в докторантуре.
При университете функционируют четыре диссертационных совета по защите докторских и кандидатских диссертаций по семи специальностям — сельскохозяйственным, экономическим и техническим наукам, за истекшие годы защищено более 500 докторских и кандидатских диссертаций. Активно осуществляется патентно-лицензионная работа.
Мичуринский государственный аграрный университет является центром регулярного проведения научных конференций как регионального, так и международного уровней. Функционирует Совет молодых ученых и специалистов, оказывающий всестороннюю поддержку молодым исследователям университета (студентам, аспирантам, соискателям, преподавателям).
ФГБОУ ВПО МичГАУ является сокоординатором российской технологической платформы «Технологии пищевой и перерабатывающей промышленности АПК — продукты здорового питания». В рамках технологической платформы Мичуринский государственный аграрный университет осуществляет деятельность по стратегическому направлению «Плодоводство, овощеводство, продукты питания функционального и оздоровительного назначения».

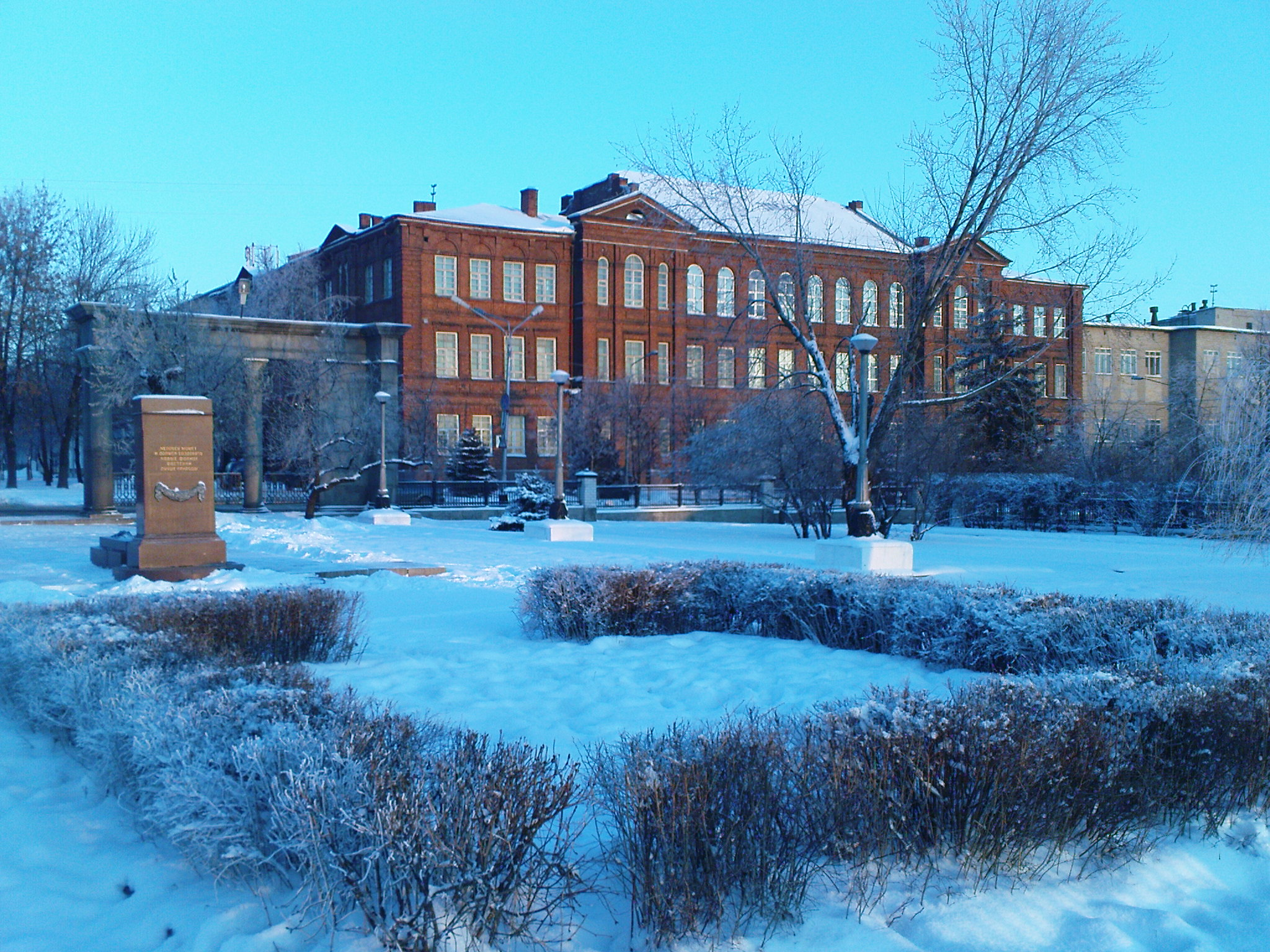
Мичуринский ГАУ и могила И. В. Мичурина зимой

## Структура

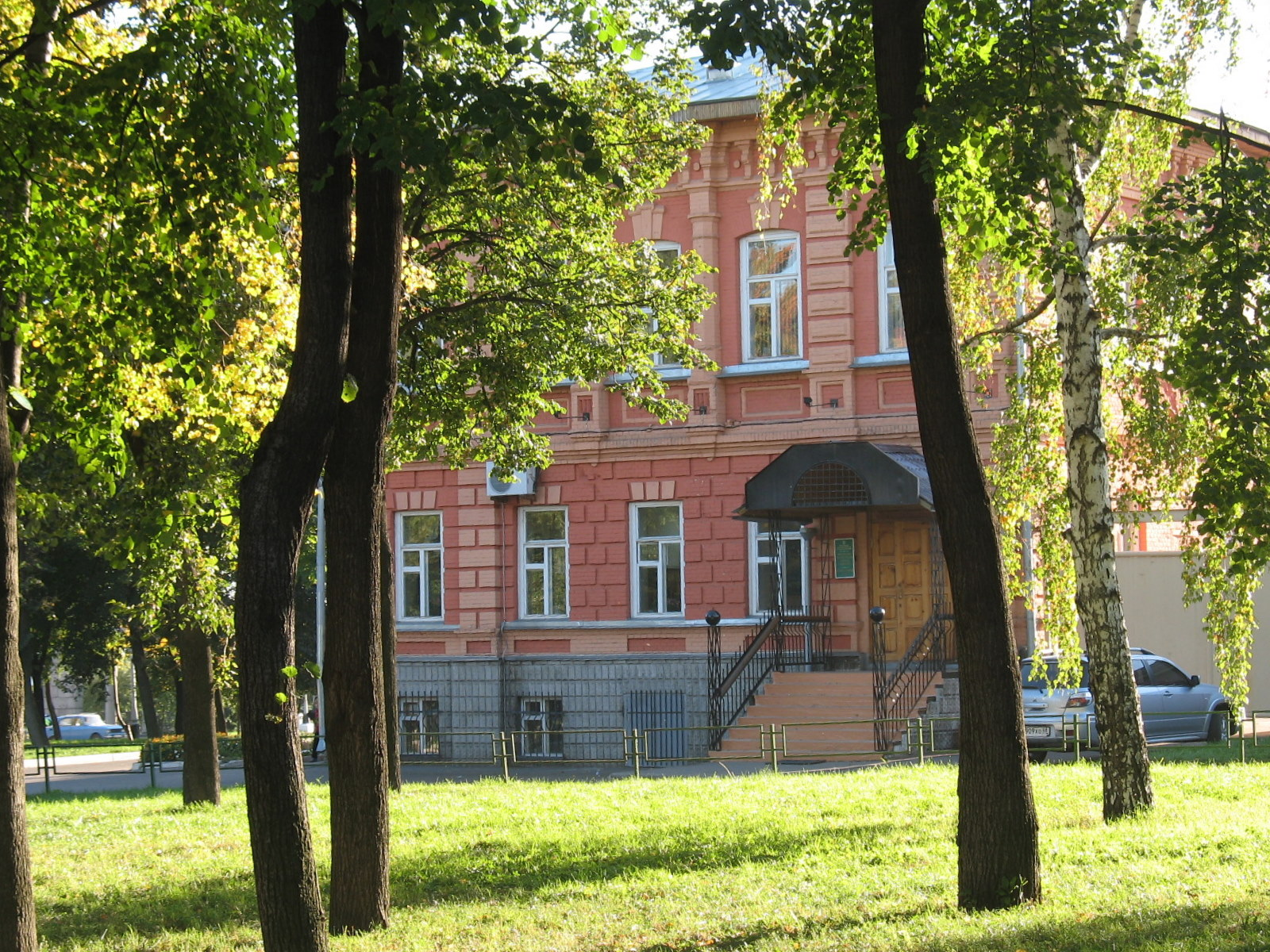
Административный корпус МичГАУ

Экономический факультет

- Плодоовощной институт имени И. В. Мичурина
- Инженерный институт
- Институт экономики и управления
- Социально-педагогический институт
- Тамбовский филиал Мичуринского ГАУ
- Центр-колледж прикладных квалификаций
- Институт дополнительного профессионального образования
- Институт повышения квалификации и переподготовки кадров
- Диссертационный совет 35.2.022.03 по защите кандидатских и докторских диссертаций (сельскохозяйственные науки)
- Диссертационный совет 35.2.022.02 по защите кандидатских и докторских диссертаций (технические науки)
- Диссертационный совет 35.2.022.01 по защите кандидатских и докторских диссертаций (экономические науки)
- Диссертационный совет 35.2.022.04 по защите кандидатских и докторских диссертаций (сельскохозяйственные науки)

## Известные личности
- Артёмов, Иван Владимирович (1933—2013) — специалист в области производства кормов, член-корреспондент Российской академии сельскохозяйственных наук (1993), доктор с.-х. наук (1993), профессор (1997), заслуженный деятель науки Российской Федерации (1997). Организатор (1986) и первый директор Всероссийского научно-исследовательского института рапса (Липецк)[6]. Окончил Мичуринский плодоовощной институт им. И. В. Мичурина в 1962 году.
- Быстров, Борис Александрович (1907—1963) — российский учёный-агробиолог, ректор Плодоовощного института имени И. В. Мичурина в 1946—1954 годах. В годы Войны — старший офицер СМЕРШ 3-й Ударной Армии, участвовавший в установлении подлинности трупа фюрера нацистской Германии.
- Казьмин, Григорий Тихонович (1916—2001) — приамурский мичуринец, доктор сельскохозяйственных наук, академик ВАСХНИЛ.
- Будаговский, Валентин Иванович   ( 1910 — 1975) — советский учёный-селекционер, организатор промышленного карликового садоводства в СССР; доктор сельскохозяйственных наук (1953), профессор (1954), лауреат Государственной премии РФ 1994 года (посмертно).